# Microcerella sarcophagina
Microcerella sarcophagina är en tvåvingeart som beskrevs av Thomson 1869. Microcerella sarcophagina ingår i släktet Microcerella och familjen köttflugor. Inga underarter finns listade i Catalogue of Life.